# Gent normal
Gent normal és una novel·la del 2018 de l'autora irlandesa Sally Rooney. Gent normal és la segona novel·la de Rooney, publicada després de Converses amb amics (2017). Va ser publicat per primera vegada per Faber & Faber el 30 d'agost de 2018. El llibre es va convertir en un best-seller als EUA amb la venda de gairebé 64.000 còpies en tapa dura en els seus primers quatre mesos de llançament. L'adaptació televisiva que se'n va fer va ser aclamada per la crítica i nominada als Emmy. Es va emetre a partir d'abril de 2020 a BBC Three i Hulu. Diverses publicacions el van classificar com un dels millors llibres dels anys 2010. El llibre va ser publicat en català l'octubre de 2019 per Edicions del Periscopi amb una traducció d'Ernest Riera.

## Sinopsi
La novel·la segueix l'amistat complexa i relació sexoafectiva entre dos adolescents, en Connell i la Marianne, que assisteixen a la mateixa escola de secundària al comtat de Sligo, Irlanda, i, més tard, al Trinity College Dublin (TCD). Està ambientada durant la crisi financera irlandesa del 2008 i abasta des del 2011 fins al 2015. En Connell és un estudiant de secundària popular, maco i molt intel·ligent que comença una relació amb la Marianne, una jove impopular, intimidant, però també molt intel·ligent. La mare d'en Connel treballa com a personal de neteja per la mare de la Marianne i per això es coneixen. En Connell manté l'afer en secret als amics de l'escola per vergonya, però acaba assistint a Trinity amb la Marianne després de l'estiu i es reconcilien. La Marianne floreix a la universitat, i es torna més bonica i popular, mentre que en Connell lluita per primera vegada a la seva vida per encaixar correctament amb els seus companys. La parella es van unint i separant al llarg dels seus anys universitaris, i acaben desenvolupant un vincle intens que treu a la llum els traumes i les inseguretats que els fan ser qui són.

## Recepció
Gent normal va rebre un gran reconeixement de la crítica. La novel·la va ser seleccionada per al Premi Man Booker 2018. Va ser votat com el Llibre de l'any de Waterstones i va guanyar el premi a la millor novel·la als Costa Book Awards 2018. L'any 2019, la novel·la va ser seleccionada per al Premi Femení de Ficció. El mateix any, la novel·la va ser el lloc vint-i-cinc a la llista de The Guardian dels cent millors llibres del segle xxi. Els mitjans de comunicació d'Irlanda van descriure el llibre com a polèmic, assenyalant que Rooney s'ha descrit com a marxista i que el llibre inclou discussions sobre el Manifest Comunista i la novel·la feminista de Doris Lessing The Golden Notebook.
Els escriptors d'Entertainment Weekly van classificar el llibre com el desè millor de la dècada, i Seija Rankin en va dir: «Les dues novel·les de Sally Rooney capturen l'ethos mil·lenari amb una honestedat crua i una visió impecable. Però el que va trencar a Conversations With Friends, ho va perfeccionar a Gent normal.»

## Adaptació
El maig de 2019, BBC Three i Hulu van anunciar que produirien una sèrie de televisió basada en la novel·la. Es va estrenar el 26 d'abril de 2020 a BBC Three i el 27 d'abril de 2020 al servei de reproducció en línia australià Stan. A Irlanda, la sèrie va començar a emetre's a RTÉ One el 28 d'abril de 2020. La sèrie és protagonitzada per Daisy Edgar-Jones com a Marianne i Paul Mescal com a Connell.